# 斯尼茲伯勒 (北卡羅萊納州)
斯尼茲伯勒（英語：Sneedsboro）是位於美國北卡羅萊納州安森縣的鬼鎮。

## 歷史
斯尼茲伯勒的郵局於1803年設立，其後於1883年停運。

## 地理
斯尼茲伯勒所處的海拔為高於海平面78米（即256英呎），而該地所採用的時區為UTC-5，即北美东部时区（EST）。同時該地設有夏令時間，為UTC-5調快一小時，即UTC-4（EDT）。